# Maria Antonia van Bourbon-Sicilië (1851-1938)

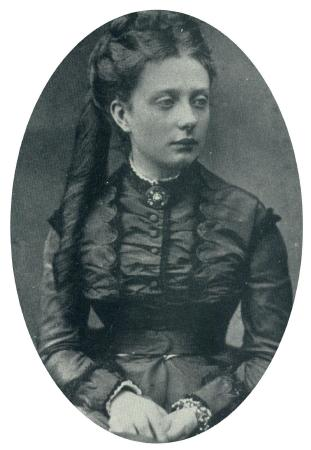
Maria Antonia van Bourbon-Sicilië (1851-1938)

Maria Antonia Josepha (Napels, 16 maart 1851 – Freiburg im Breisgau, 12 september 1938) was een prinses van Beide Siciliën.
Maria Antonia was de oudste dochter van Frans de Paula van Bourbon-Sicilië (zoon van koning Frans I der Beide Siciliën) en van Marie Isabella van Oostenrijk (dochter van Leopold II van Toscane). 
Maria Antonia trad op 8 juni 1868 in Rome in het huwelijk met prins Alfons van Bourbon-Sicilië, zoon van koning Ferdinand II der Beide Siciliën. Uit dit huwelijk werden twaalf kinderen geboren:
- Ferdinand (25 juli 1869 – 7 januari 1960), gehuwd met prinses Maria (dochter van koning Lodewijk III van Beieren)
- Karel Maria (10 november 1870 – 11 november 1949), gehuwd met prinses Maria de las Mercedes van Spanje (dochter van koning Alfons XII van Spanje) en later met prinses Louise Françoise van Frankrijk (achterkleindochter van koning Lodewijk Filips I van Frankrijk)
- Frans (14 juli 1873 – 26 juni 1876)
- Maria Immaculata (30 oktober 1874 – 28 november 1906), gehuwd met prins Johan George van Saksen (zoon van koning George van Saksen)
- Maria Christina (10 april 1877 – 4 oktober 1947), gehuwd met aartshertog Peter Ferdinand van Oostenrijk (zoon van groothertog Ferdinand IV van Toscane)
- Maria di Grazia (12 augustus 1878 – 20 juni 1973), gehuwd met Luíz van Orléans en Bragança (achterkleinzoon koning Lodewijk Filips I van Frankrijk)
- Marie Josephine (25 februari 1880 – 22 juli 1971)
- Januarius (24 januari 1882 – 11 april 1944)
- Reinier (3 december 1883 – 13 januari 1973), gehuwd met zijn nichtje, gravin Marie Caroline Zamoyski
- Filips (10 december 1885 – 9 maart 1949), gehuwd met en later gescheiden van prinses Marie Louise van Orleáns (achterkleindochter van koning Leopold I van België)
- Frans van Assisi (13 januari 1888 – 26 maart 1914)
- Gabriël Maria (11 januari 1897 – 22 oktober 1975)

Maria Antonia stierf in 1938 op 87-jarige leeftijd.